# StarCraft: Remastered
StarCraft: Remastered este o ediție îmbunătățită a jocului video de strategie în timp real din 1998 StarCraft și a expansiunii sale Brood War. Remastered a fost lansat la 14 august 2017. Jocul păstrează gameplay-ul StarCraft original, dar are grafică de ultra-înaltă definiție (ultra HD), sunet reînregistrat și suita modernă de funcții online Blizzard. A fost dezvoltat pe o perioadă de un an și a inclus testări ale jucătorilor profesioniști de StarCraft.
StarCraft: Remastered a fost primul proiect lansat de „Divizia de jocuri clasice”, o echipă de la Blizzard concentrată pe actualizarea și îmbunătățirea unora dintre titlurile lor mai vechi, cu un accent anunțat inițial pe StarCraft, Diablo II și Warcraft III. Înainte de lansare, jocul StarCraft original și expansiunea sa au devenit ambele gratuite pentru descărcare și jucare. Ediția din 2017 conține elemente vizuale și sonore refăcute, folosind în același timp același motor ca și originalul, ceea ce permite compatibilitatea între ambele versiuni.
A avut recenzii favorabile la lansare, mulți critici au lăudat succesul său în actualizarea graficii, lăsând gameplay-ul neschimbat.

## Gameplay

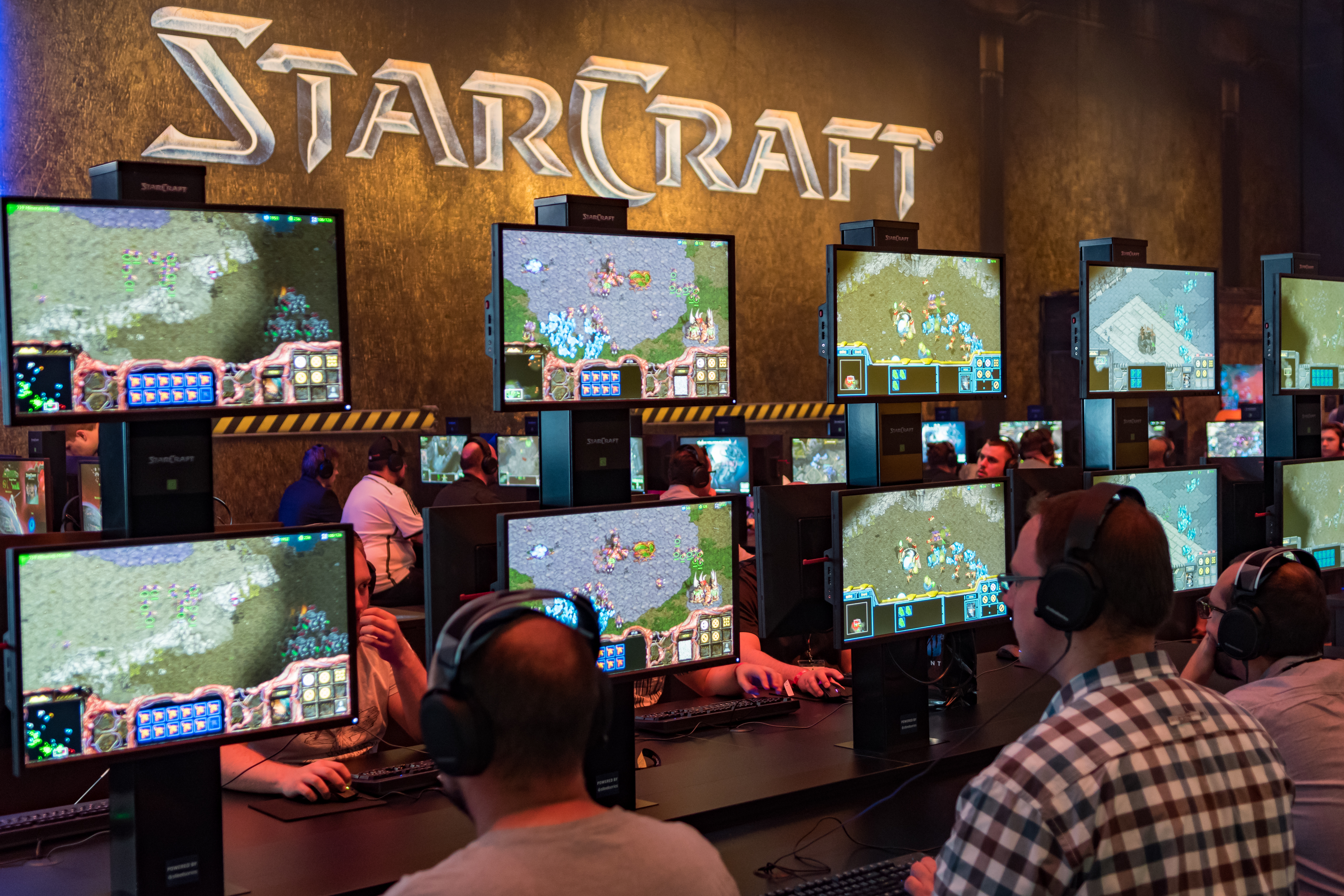
Imagine cu câțiva jucători StarCraft Remastered

StarCraft: Remastered păstrează gameplay-ul originalului, dar își actualizează grafica și sunetul.  Grafica sa remasterizată acceptă rezoluție ultra-înaltă definiție de până la 4K, iar coloana sonoră și efectele sonore originale sunt reînregistrate.  Funcțiile sale online sunt actualizate pentru a sprijini suita modernă Blizzard, inclusiv combinarea îmbunătățită pentru multiplayer, integrarea socială cu alte jocuri Blizzard și setările salvate pe computerele cloud ale Blizzard, astfel încât progresul campaniei jucătorilor, reluările, hărțile personalizate și combinațiile de taste să fie sincronizate oriunde jucătorul deschide StarCraft. Jucătorii își pot asocia conturile online din jocul original cu conturile online moderne ale Blizzard pentru a-și continua statisticile de câștig/înfrângere în Remastered. În plus, jucătorii pot comuta între grafica originală și cea nouă și pot vizualiza noi perspective mărite pentru ca jucătorii să aprecieze noul nivel de detalii. Jocul este tradus în 13 limbi.

## Dezvoltare
Blizzard Entertainment a dezvoltat StarCraft: Remastered pe parcursul unui an. Artistul original al jocului s-a întors pentru a ajuta la dezvoltare. Jucătorii profesioniști StarCraft din Coreea de Sud, inclusiv Flash, Bisu⁠(d) și Jaedong⁠(d), au oferit companiei feedback în timpul mai multor teste de joc.  Președintele Blizzard a anunțat public StarCraft: Remastered la sfârșitul lunii martie 2017, la un eveniment StarCraft din Seul, Coreea de Sud.  De asemenea, a fost anunțat că mai târziu în acea săptămână, Blizzard va face jocurile originale – StarCraft Anthology – să fie descărcate gratuit și va include o actualizare cu unele dintre caracteristicile StarCraft: Remastered, inclusiv capacitatea de a rula pe computerele moderne. StarCraft: Remastered a fost lansat pe macOS și Windows pe 14 august 2017. Dezvoltatorul a spus că „echipa lor de jocuri clasice” intenționează să susțină în continuare comunitatea după lansarea StarCraft: Remastered și are nevoie de feedback cu privire la idei precum integrarea chatului vocal.  Jucătorii care au cumpărat titlul înainte de lansarea acestuia au primit opțiuni estetice alternative pentru activele din joc atât în StarCraft: Remastered, cât și în StarCraft II. Robert Bridenbecker și Pete Stilwell de la Blizzard au explicat website-lui Team Liquid⁠(d) că, din aproape toate aspectele de care le pasă fanilor Brood War, StarCraft: Remastered va fi același cu Brood War, deoarece este același client care alimentează fiecare versiune. Lemon Sky Studios a colaborat cu Blizzard pentru a oferi majoritatea materialelor de artă refăcute.
Un eseu al „Thieving Magpie” de la Team Liquid a explicat diferența dintre versiunea originală și StarCraft: Remastered, afirmând că motorul StarCraft a generat un astfel de joc „clasic” din cauza compromisurilor sale incomode între un motor 2D plat și perspectiva izometrică forțată.

## Lansare

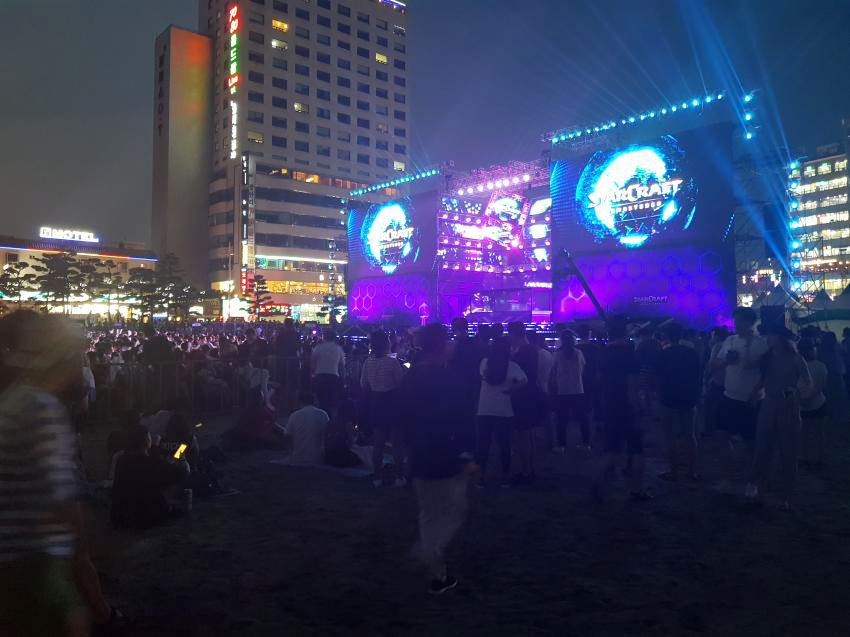
Evenimentul de pre-lansare a Starcraft: Remastered la Gwangalli Beach din Busan

StarCraft: Remastered a avut o pre-lansare a jocului în Coreea de Sud, unde a fost disponibil pentru a fi jucat cu două săptămâni mai devreme, în PC bang⁠(d) -urile din țară.  Blizzard a găzduit, de asemenea, un eveniment de pre-lansare la Gwangalli Beach din Busan, la care au participat în direct mii de spectatori și a fost vizionat online de peste 500.000 de spectatori. La această sărbătoare, pachetul StarCraft: Remaster a fost pus la vânzare.  Și evenimentul a fost jucat de Guillaume Patry⁠(d), Hong Jin Ho⁠(d), Lee Yoon Yeol⁠(d), Park Jung-suk, Lee Jae Dong⁠(d), Kim Taek Yong⁠(d) și Lee Young Ho.
În urma pre-lansării în Coreea de Sud, pe 14 și 15 august 2017 a avut loc un eveniment de lansare globală, la sediul platformei de streaming video în direct Twitch din San Francisco. Evenimentul a prezentat jucători profesioniști pensionați StarCraft din afara Coreei de Sud, care au participat la un turneu de expoziție pe parcursul a două zile. A fost găzduit de personalitățile populare StarCraft și StarCraft II Sean Plott, Nick „Tasteless” Plott, Dan „Artosis” Stemkoski și Geoff „iNcontroL” Robinson, ultimii doi au concurat și în turneul expozițional.

## Post-lansare

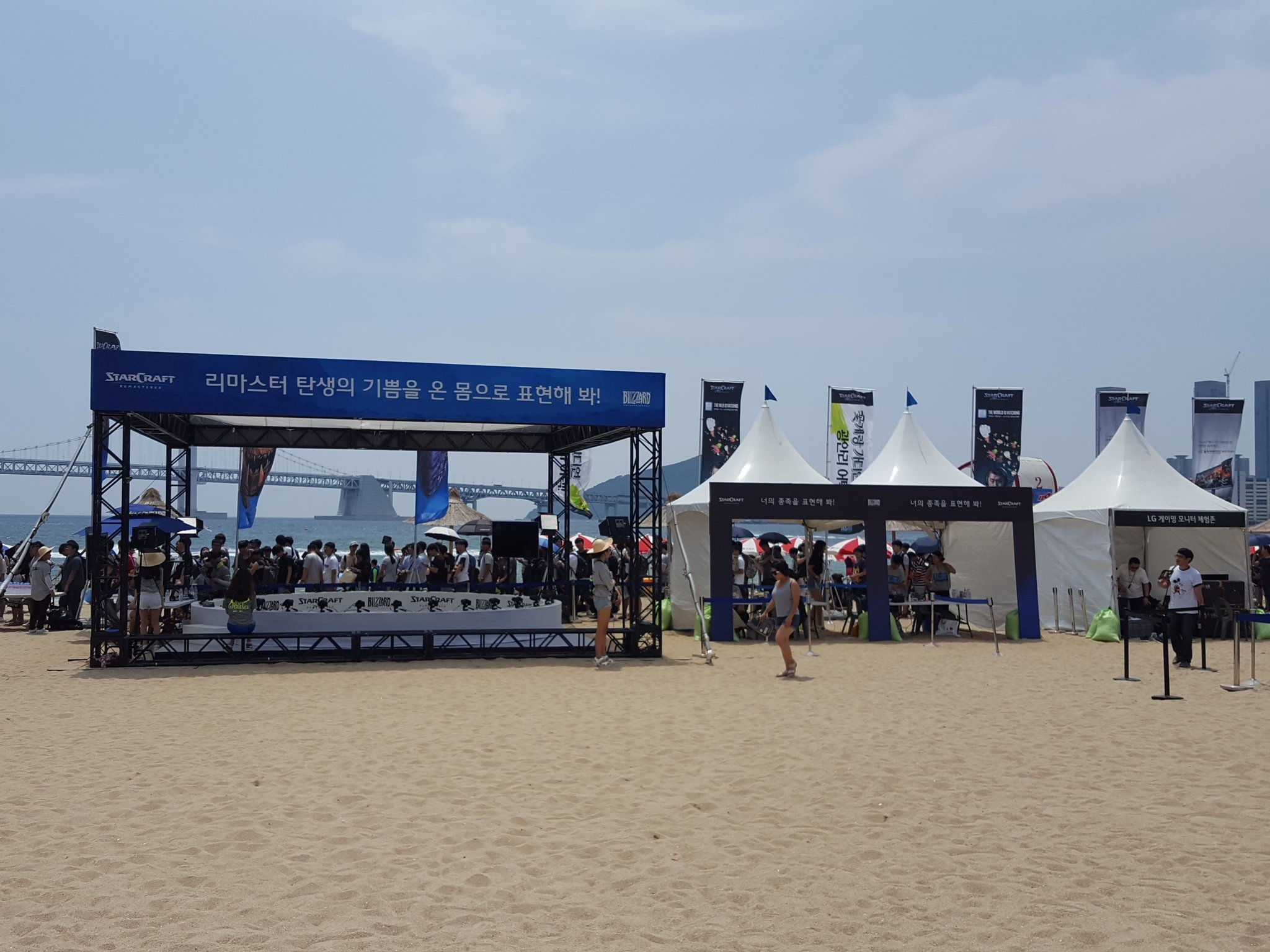

După lansarea jocului, Blizzard a anunțat planuri pentru continuarea dezvoltării. La 15 iunie 2018, au anunțat lansarea Ligii StarCraft din Coreea (KSL), o ligă competitivă care se va desfășura alături de Liga StarCraft AfreecaTV (ASL) condusă de afreecaTV, cu două sezoane planificate pentru acel an. Liga a început să difuzeze meciuri regulate începând cu 19 iulie 2018. În februarie 2019, s-a confirmat că liga va continua să funcționeze dincolo de perioada de două sezoane anunțată inițial pentru 2018, primul sezon din 2019 rulând în prima jumătate a acelui an.
Pe 19 iunie 2018, Blizzard a anunțat că va fi implementat un nou sistem de clasare ca parte a patch-ului 1.22. Acest sistem a clasat jucătorii de la F la S, acesta din urmă reprezentând primii 1% dintre jucători. Pentru a însoți noile clasamente, profilurile au fost actualizate pentru a include statistici selectate pentru jucători și au margini ale portretelor lor de profil corespunzătoare clasamentului lor. Recompensele cosmetice suplimentare pentru jocul clasificat au fost imagini de profil unice pentru toți jucătorii clasificați B, A sau S. Actualizarea a inclus și îmbunătățiri generale ale matchmaking-ului, un grup de hărți actualizat.
Prima monetizare după lansare a avut loc pe 30 aprilie 2019, odată cu introducerea în joc a crainicilor care pot fi achiziționați contra cost, care i-au înlocuit pe crainicii impliciți cu figuri populare ale comunității. Blizzard a lucrat inițial cu trei populari crainici StarCraft sud-coreeni, Yong „Jeon” Jun, Kim Jung Min și Jae „Um” Kyung pentru a crea un total de patru pachete de crainici, câte unul pentru fiecare și unul cu toți trei.

### StarCraft: Cartooned
Pe 8 iunie 2019, ca parte a marii finale a celui de-al treilea sezon al KSL, Blizzard a anunțat un pachet de revizuire grafică pentru joc de către Carbot Animations, producătorii a mai multor animații de parodie legate de Blizzard. Ca o revizuire grafică, efectul StarCraft: Cartooned se aplică tuturor modurilor de joc și meniurilor din StarCraft: Remastered. A fost lansat pe 10 iulie 2019, alături de un pachet de crainic care include YouTuber-ul sud-coreean și gazda de televiziune pentru copii Hyejin „Hey Jini” Kang.

## Recepție
După reluarea actualizărilor pentru jocul StarCraft inițial și expansiunea sa, Brood War, magazinele de jocuri și tehnologii au lăudat angajamentul Blizzard față de jocurile sale mai vechi.   Anunțul că jocul original va deveni gratuit și că o remasterizare este în curs de dezvoltare a fost, de asemenea, întâmpinată cu speculații despre posibile îmbunătățiri a altor jocuri vechi de la Blizzard. 
StarCraft: Remastered a primit recenzii favorabile la lansare, criticii lăudând îmbunătățirile vizuale și angajamentul față de gameplay-ul originalului. Pe Metacritic, în prezent are un scor mediu de 85 din 100 pe baza a 30 de critici, indicând „recenzii favorabile în general”.  Tyler Wilde de la PCGamer a lăudat modernizarea de succes a jocului și a declarat că, în ciuda nemulțumirilor minore, „acesta este un proiect pentru fanii StarCraft [...] fie că aceștia cheltuiesc 15 USD sau nu și nu face compromisuri”.
Într-o recenzie pozitivă, TJ Hafer de la IGN a lăudat fidelitatea jocului față de original și a concluzionat că: „StarCraft Remastered face ca jocul original să se joace la fel de bine cum îți amintești și să arate la fel de bine pe cât îți amintești”. 

Unii recenzori au contestat modul de joc neschimbat al StarCraft: Remastered și și-au exprimat îngrijorarea că nu va fi prietenos cu jucătorii noi. Într-o recenzie generală pozitivă, Silviu Stahie de la Softpedia s-a întrebat dacă decizia de a lăsa neatins gameplay-ul originalului ar afecta atractivitatea titlului și a declarat: „[...] noua generație ar putea să nu-l aprecieze”.  Îngrijorări similare au fost împărtășite de Viktor Eriksson de la M3, care a considerat că îmbunătățirea jocului original nu este necesară, fără modificări ale gameplay-ului și cu prea puține schimbări în general.